# Slovénie au Concours Eurovision de la chanson 2019
La Slovénie est l'un des quarante et un pays participants du Concours Eurovision de la chanson 2019, qui se déroule à Tel-Aviv en Israël. Le pays sera représenté par le duo Zala Kralj & Gašper Šantl et leur chanson Sebi, sélectionnés via l'émission EMA 2019. Lors de la finale, le pays se classe en 15e place, recevant un total de 105 points.

## Sélection
La diffuseur slovène RTVSLO a confirmé sa participation le 6 septembre 2018.

### Format
La sélection a lieu le 16 février 2019. Elle voit dix chanteurs participer et se déroule en deux temps. Dans un premier temps, les dix candidats interprètent leur chanson. Un jury d'expert attribue à chaque chanson une note de 1 à 5. Les deux chansons ayant reçu le meilleur total se qualifient pour la superfinale. Lors de cette dernière, le vainqueur est décidé via télévote uniquement parmi les deux artistes restants.

### Chansons
Le diffuseur slovène a, entre le 9 novembre et le 14 décembre 2018, ouvert une période de candidatures pendant laquelle artistes et compositeurs pouvaient soumettre leurs chansons. 103 chansons sont reçues par le diffuseur. Un jury en sélectionne dix pour l'émission, qui sont présentées le 27 décembre 2018.

### EMA 2019
- Qualifiés
- Vainqueur

| Ordre | Artiste                   | Chanson             | Place |
| ----- | ------------------------- | ------------------- | ----- |
| 1     | Kim                       | Rhythm Back to You  | 8     |
| 2     | Renata Mohorič            | Three Bridges       | 9     |
| 3     | René                      | Ne poveš            | 10    |
| 4     | Fed Horses                | Ti ne poznaš konjev | 3     |
| 5     | Ula Ložar                 | Fridays             | 4     |
| 6     | Lumberjack                | Lepote dna          | 6     |
| 7     | Okustični                 | Metulji plešejo     | 5     |
| 8     | INMATE                    | Atma                | 7     |
| 9     | Zala Kralj & Gašper Šantl | Sebi                | 2     |
| 10    | Raiven                    | Kaos                | 1     |

| Ordre | Artiste                   | Chanson | Télévote | Télévote    | Place |
| Ordre | Artiste                   | Chanson | Voix     | Pourcentage | Place |
| ----- | ------------------------- | ------- | -------- | ----------- | ----- |
| 1     | Zala Kralj & Gašper Šantl | Sebi    | 4666     | 72,89 %     | 1     |
| 2     | Raiven                    | Kaos    | 1735     | 27,11 %     | 2     |

La finale se conclut sur la victoire de Zala Kralj & Gašper Šantl et de leur chanson Sebi, qui représenteront donc la Slovénie à l'Eurovision 2019.

## À l'Eurovision
La Slovénie participe à la première demi-finale, le 14 mai 2019. S'y classant 6e avec 167 points, le pays se qualifie pour la finale et s'y classe finalement 15e avec 105 points.